# Hecklingen
Hecklingen là một đô thị thuộc huyện Salzland, bang Saxony-Anhalt, Đức.

## Thành phố kết nghĩa
- Nisko, Ba Lan